# 百日王朝
百日王朝（法语：les Cent-Jours），又稱第七次反法同盟戰爭，是指从1815年3月20日经历9个半月流放的拿破仑一世從厄尔巴岛逃返巴黎，拿破仑帝国重建至路易十八在7月8日正式二次復辟期间（共计110天）的時期。这段时期的标志性事件有滑铁卢战役、那不勒斯战争和其他几场规模较小的战事。“les Cent-Jours”这个法语名词（中文直译为百日）由巴黎省长加斯帕尔·德·夏布洛尔在当年7月8日欢迎国王回到巴黎的致辞中首次使用。
1815年3月1日，正处于被流放状态的拿破仑从厄爾巴島仅率600人登陆法国，尽管路易十八的兵力远胜过他，但国王派去镇压“逆贼”的军队几乎全数倒戈。米歇尔·内伊曾在出发前向路易保证“自己会将拿破仑装在铁笼子里带回来”，然而仅仅几天后他便在欧塞尔率兵投敌，完全将自己的承诺抛诸脑后。最终皇帝不费一枪一弹就在3月20号“回到了他最忠诚的巴黎”，而路易十八则不得不在前一天逃往荷兰避难。
这次事件也被称为第七次反法联盟之战，反法联盟成员国包括英国、俄罗斯、普鲁士、瑞典、奥地利与部分德意志邦国。尽管拿破仑刚上台就向欧洲各国保证和平，不过鉴于他之前糟糕的信用，3月13日正在参加维也纳和会的英奥普俄四国宣布拿破仑的帝位非法，并于12天后迅速各自组织起一支150000人的大军前往推翻他的统治。

## 流放厄尔巴岛
随着拿破仑在第六次反法同盟战争中的败北，联军于1814年3月30日攻克巴黎，一个星期后，也就是4月6日，拿破仑决定退位。在列强的安排下，他保留皇帝称号并自我流放至厄尔巴岛。一个月后路易十八在巴黎加冕为王，波旁王朝成功复辟。
拿破仑刚一到厄尔巴岛就开始展现他充沛的精力，他修缮道路、发行货币和接见各国政要，就这样度过了9个月零21天的放逐生活。期间，他一直很关心法国的状况与维也纳和会上列强的对战后欧洲局势的安排。当他得知波旁王朝颁布了多项反动政策后，便感到非常不满，拿破仑想不到他倾注一生心血的大革命竟被暴君如此轻易的颠覆了。尽管路易十八其实在执政方面相当温和，颁布了多项政策试图弥合革命战争造成的裂痕，然而法国国力与国际地位的下降已是不争的事实，当曾经称雄欧陆法兰西帝国再次缩回王国时期的版图时，许多法国民众又开始怀念起拿破仑执政的时光。同样威胁着法国的还有不稳定的欧洲局势，在过去几十年几乎连绵不断的战争中，她已不堪重负。
维也纳和会上对于如何重构欧洲秩序，列强的观点各不相同，矛盾也在不断激化，以至于各国差点相互开战。除此之外，俄罗斯、普魯士、英国与西班牙释放了所有法军俘虏，这一举动，直接为拿破仑提供了重要的军事人力资源。传到遥远厄尔巴岛上的每一条消息似乎都对拿破仑复辟有利，因此皇帝判断只要自己成功登陆，那么民众将立刻响应他的号召，而他将拥有一支比1814年法国战争时规模更大的军队。正因为拿破仑的威胁是如此之大，以至于不少巴黎的保皇党和在维也纳的全权代表曾讨论过要把他流放到亞速爾群島或圣赫勒拿，甚至刺杀他，但均未付诸实践。

### 维也纳和会
在维也纳和会上（1814年11月-1815年6月）众多参与国提出了不同的诉求，其中有些冲突的相当厉害。沙皇亚历山大一世希望能够吞并大半个波兰并保留华沙公国作为傀儡国，这样在未来的欧陆冲突中俄罗斯帝国将拥有一个东欧缓冲区。普鲁士在恢复原边界之余还要求联统萨克森王国。奥地利对前两者的要求全部予以否定，同时希望能够再次控制意大利北部。时任英国首相的卡斯尔雷子爵支持塔列朗（波旁法国代表）与奥地利的诉求，同时他是大陆均势政策的坚定拥护者，在维也纳和会期间不断打压俄国，他的外交理念还和议会有所分歧。沙皇对于吞并波兰很坚持，在和会期间他一度怒气冲冲的挑衅英国人，表示自己在波兰和萨克森边境有45万大军，并且不介意让别国来挑战一下。亚历山大一世还尽力拉拢普鲁士，他说到“如果我成为波兰的国王，那么你就是萨克森的国王”。卡斯尔雷也在和普鲁士人谈条件，首相对腓特烈·威廉三世表示，如果波兰成为一个独立国家，那么英国就将和奥地利共同支持普王在萨克森加冕。腓特烈·威廉害怕英国人给他开空头支票，因此直接在和会上公布了这纸密约，气的沙皇要找奥国首相梅特涅决斗，幸得奥皇从中调停两人才没有打起来。正当四大国即将决裂的时候，英国议会给俄国大使送了封信，认为首相已经越权，他之前做的承诺全部不作数，波兰也不会独立，和会这才得以继续，不过普鲁士人因为英国方面反复无常，已经失去了对他们的信任。

## 重返法国
1815年2月26日，趁英法警卫舰队不在时，拿破仑与大约600名士兵逃离意大利费拉约港，于3月1日登陆法国南岸城市昂蒂布。除了有较多保皇势力的普罗旺斯之外，所有法国地区的人民都热烈欢迎拿破仑。他们对波旁王室毫无好感，所以拿破仑重夺权力不費多少时间。他马上开始重建势力，讽刺的是拿破仑的大军很大一部分就是路易派来镇压他的力量组成的：3月5日，第五与第七步兵师投靠拿破仑。曾经投靠波旁王朝的米歇尔·内伊也倒戈相向，在3月14日带领六千名士兵向拿破仑投诚；五日后，在路易十八逃走后，拿破仑与他的军队进驻巴黎。当时巴黎一个亲拿破仑的雜誌《黃色小矮人》（Le Nain jaune）在3月25日一篇諷刺保王黨的笑話文章中，加油添醋將拿破仑登陆后各个报章的标题來諷刺與反映当时局势的变化，儘管文章都是採取自當時的小報，而引用的內容也有，但拿破仑的進攻速度的確相當驚人：
1. 「科西嘉的怪物逃离厄尔巴岛」
2. 「叛国贼和600人在戛纳登陆」
3. 「波拿巴将军占领格勒诺布尔」
4. 「拿破仑进入里昂」
5. 「昨天皇帝陛下收到枫丹白露的邀请。他预计于3月30日抵达杜伊勒里宫」[註 2]

曾经有一则趣闻轶事提现拿破仑的魅力与声望：路易十八派出士兵阻止拿破仑夺权，作為前鋒的第五步兵團在1815年3月7日於格勒諾布爾以南與拿破崙一方的軍隊对峙，拿破仑准确的报出了对方的番号，接着他只身一人走到阵前，扯开自己的大衣，高呼：“如果你们想杀死你们的皇帝，那就快开枪吧！”，第五步兵團全體士兵立即高呼：“皇帝萬歲！”(Vive L'Empereur!）並立即投靠了拿破崙。
拿破仑没有被人民的热情冲昏头脑，深知权力得来不易。凭人民支持他、讨厌患痛风的路易十八和朝臣对他的谄媚，他才可以和平夺取政权。他也知道法国人民定不会容忍独裁，所以要想办法管理好新法国。于是，他在返回巴黎途中，不断宣传自己会实现改革与以宪法治国。拿破仑政府提出不少承诺，既满足人民的期望，也尝试消除邻国的忧虑与疑心。

## 再度掌权
考虑到拿破仑的心力与健康，王朝能否复兴值得商榷。但一般认为，拿破仑仍然有卷土重来的能力。当时他面对正在变化的局势不禁有些困惑：他左右为难，面对臣民们希望建立君主立宪制的要求，似乎变得心有余而力不足，而且，他还要与从前对其绝对服从的部下妥协，故此身心俱疲。不过，当他放下议会事务，重返战场的时候，拿破仑又重新显示出了他的军事与领导才能，再度缔造了他在1814年的辉煌战绩。
有人认为拿破仑政权之衰落，始于俄法战争之失败。但另有一说指出这种论调不正确：令拿破仑颓废的流放生活，比俄罗斯之冬的杀伤力更大。在厄尔巴岛时，他变得毫无生气，又变得愈来愈胖；在1815年初，他更开始有肠胃问题，虽然不很严重。但总的来说，法国的转变比拿破仑的健康更重要，而且又大大限制了这位法国皇帝的权力。他曾经对班傑明·康斯坦说过：“我老了。也许，当安静的立宪皇帝比较适合我，更适合我的儿子。”这一说法认为，拿破仑虽明白当下的情况，但心里始终不接受立宪，故此一直心绪不安。

## 滑鐵盧戰役
由于戰前夜曾下过雨，拿破仑等待環境变乾，在延迟了数小时後才于6月18日在滑铁卢開始交戰。但是到了近黄昏之时，法军仍未能击退陡坡上威灵顿的军队。当普鲁士大军压境，攻击法军右翼时，拿破仑企图阻止联军会合的策略失败了。法军败走，而联军则步步紧迫。
格魯希元帥受拿破崙之命，率領法軍三分之一的軍隊去追擊普魯士軍。一个著名谣言出自茨威格的《人类的群星闪耀时》，认为格魯希一味固執地、絲毫不懂應變地執行死命令，罔顧手下的勸告，錯過了增援拿破崙的機會。事实上，利尼战役后普军的撤退方向是先向东再向北，最后与英军在滑铁卢合围法军，这是布鲁歇尔和威灵顿公爵在战前就讨论好的计策，而非普军的随机应变所致。拿破仑给格鲁希的命令开始时是向东追击，是格鲁希正确地预判了滑铁卢战役的发生才向北追击的，虽然最后没能进入滑铁卢战场，但依然掩护了拿破仑撤退。布鲁歇尔对格鲁希的追击早有预料，特地派了两个军殿后堵截格鲁希，6月19日，法军擊敗普魯士第三軍，隨後又擊敗了第二軍。随后格鲁希成功地掩護拿破崙並带领北方军队撤退，又将他手中的军队从普鲁士的包围中带了出来，可以说能做到这一点已经证明格鲁希是名合格，甚至是优秀的元帅，而绝非为茨威格笔下那个错过战机的庸才。尽管如此，滑铁卢战役后法军大势已去，不能抵抗联军猛攻，只能撤退到巴黎。

## 帝国覆灭
滑铁卢战役结束三日后，拿破仑返回巴黎，但仍然希望平息国内的不满。然而，国会与民众不容许拿破仑继续执政。只有拿破仑与他的弟弟呂西安·波拿巴仍然相信他们可以解散国会和建立君主專制，以期挽狂澜于既倒。不过就连军部总长路易·尼古拉·達武将军也认为，法国的命运之在乎议会的决定。
拿破仑的成功，曾经吸引法国人远离从法國大革命坚持的原则，但现在法国又重返起点。拿破仑从1796年到1814年的战役令法国大大扩张版图；但现在的失败却可能令法国得不偿失。与其负隅顽抗，不如由塔列朗以“正统原则”捍卫法国。拿破仑最后认清事实，终于在6月22日退位，並禪讓予其子拿破仑二世。由于拿破仑二世仍在奥地利，所以此次的禪位仅具有象徵意義。6月25日，新临时政府总理約瑟夫·富歇暗地里向拿破仑通知，告诉他一定要逃离巴黎。拿破仑到达前妻約瑟菲娜·德博阿爾內的家馬爾梅松城堡，亦即约瑟芬在他第一次退位前逝世的地方。6月29日，普鲁士军继续追击，誓取拿破仑，活要拿人，死要拿屍。拿破仑于是向西逃到羅什福爾，希望能逃到美国。然而拿破仑似乎侥幸希望列强对他宽大处理，所以在港口滞留数日，最终没能出发前往美国。
这位前法国皇帝在7月17日被俘虜，最后發配到更蠻荒之地。路易十八则返回巴黎，在反法同盟联军保护下在7月8日复辟。法兰西第一帝国正式结束。

## 年表
| 日期     | 關鍵事件 |
| -------- | --- |
| 2月26日  | 拿破崙逃離厄爾巴島。 |
| 3月1日   | 拿破崙在昂蒂布附近登陸。 |
| 3月13日  | 維也納會議宣布拿破崙的王位非法。 |
| 3月14日  | 元帥內伊曾經說會將拿破崙用鐵籠子關住，押回巴黎，但他最終仍帶著6000名士兵投靠了拿破崙。                                                                   |
| 3月15日  | 拿破崙的妹夫和那不勒斯王國國王繆拉在得知拿破崙越獄后，為了他的王位向奧地利宣戰。                                                                         |
| 3月17日  | 第七次反法同盟成員英國、俄國、奧地利和普魯士，協定各派兵150，000人以終結拿破崙的統治。                                                                   |
| 3月20日  | 拿破崙重返巴黎——百日王朝開始。 |
| 4月9日   | 繆拉試圖帥那不勒斯軍強渡波河。然而，他在奥基奥贝洛戰役中被擊敗，因此在餘下的戰爭中，那不勒斯軍不得不全面撤退。                                           |
| 5月3日   | 弗雷德里克·比安奇的奧地利第一軍在托倫蒂諾戰役中決定性地擊敗了繆拉。                                                                                      |
| 5月20日  | 在繆拉逃往科西嘉島后，那不勒斯的將領向奧地利求和，而後簽署了卡薩蘭薩條約。                                                                               |
| 5月23日  | 費迪南四世恢復了在那不勒斯的王位。 |
| 6月15日  | 法軍跨過國界線進入荷蘭聯合王國。 |
| 6月16日  | 拿破崙在利尼會戰中擊敗布呂歇爾。同一時間，內伊元帥和威靈頓公爵在四臂村之戰的結果卻是難解難分。                                                           |
| 6月18日  | 在滑鐵盧難分難解的激烈戰鬥后，威靈頓和布盧徹徹底擊敗了拿破崙的法軍。同時進行的瓦爾夫戰役持續到第二日，格魯希元帥獲得了對約翰·馮·蒂爾曼的毫無意義的勝利。 |
| 6月21日  | 拿破崙返回巴黎。 |
| 6月22日  | 拿破崙宣布讓位給他的兒子。 |
| 6月29日  | 拿破崙離開巴黎前往法國西部。 |
| 7月7日   | 格拉夫·冯·齐腾的普魯士第一軍進入巴黎。 |
| 7月8日   | 路易十八的王位恢復——百日王朝結束。 |
| 7月15日  | 拿破崙向貝列羅凡號的馬他倫船長投降。 |
| 10月13日 | 繆拉于五日前到達皮佐，希望恢復他的統治，而後在那裏被處死。                                                                                               |
| 11月20日 | 巴黎和約簽訂。 |